# Barypeithes pellucidus

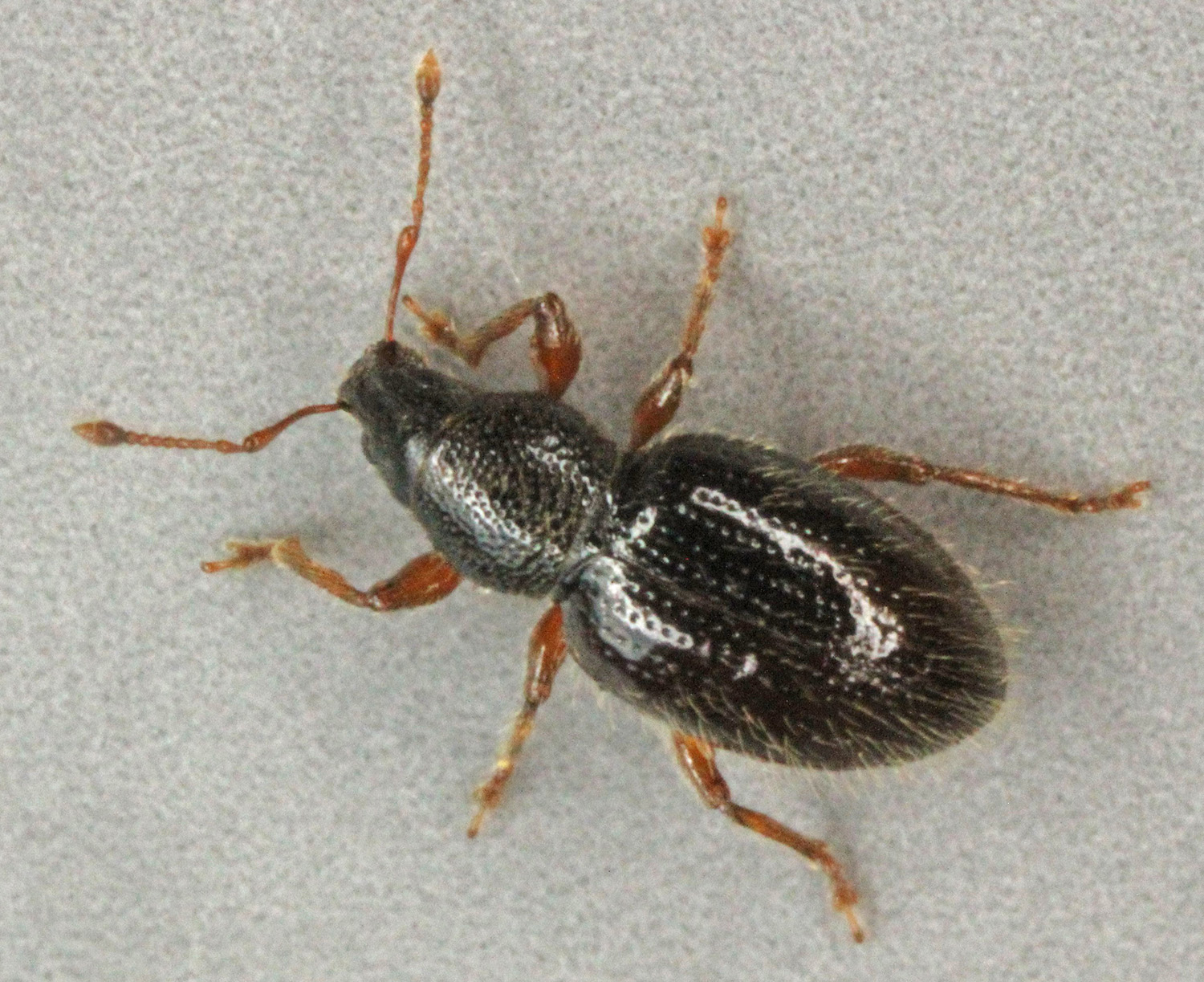
Dorsalansicht

Barypeithes pellucidus syn. Exomias pellucidus ist ein Käfer aus der Familie der Rüsselkäfer (Curculionidae). Er wird auch als Schimmernder Trägrüssler bezeichnet. Im Englischen ist der Käfer auch als Hairy Spider Weevil („Haariger Spinnenrüssler“) bekannt.

## Merkmale
Die Käfer sind 3–4,5 mm lang. Die schwarzbraun gefärbten schuppenlosen Käfer besitzen rotbraune Beine und Fühler. Die "Knie", das apikale Ende der Femora und das basale Ende der Tibien, sind oft angedunkelt. Der Halsschild ist an den Seiten stark gerundet sowie mit kleinen Gruben übersät. Über die länglich-ovalen Flügeldecken verlaufen mehrere Punktreihen. Die Flügeldecken weisen lange abstehende Haare auf.

## Verbreitung
Das Verbreitungsgebiet der Käferart erstreckt sich über Mitteleuropa und das südliche Skandinavien. Auf den Britischen Inseln ist die Art ebenfalls vertreten. Im Osten reicht das Vorkommen bis ins Baltikum und in die Ukraine. In Mitteleuropa ist die Art stellenweise häufig.

## Lebensweise
Man findet die Käfer oft in Parkanlagen und in Gärten. Die Flugzeit der Käfer dauert von April bis Ende Juni. Die Käfer halten sich meist in der Krautschicht auf und sind überwiegend dämmerungsaktiv. Die Larven ernähren sich von Wurzeln verschiedener Pflanzen.